# 下塞利謝

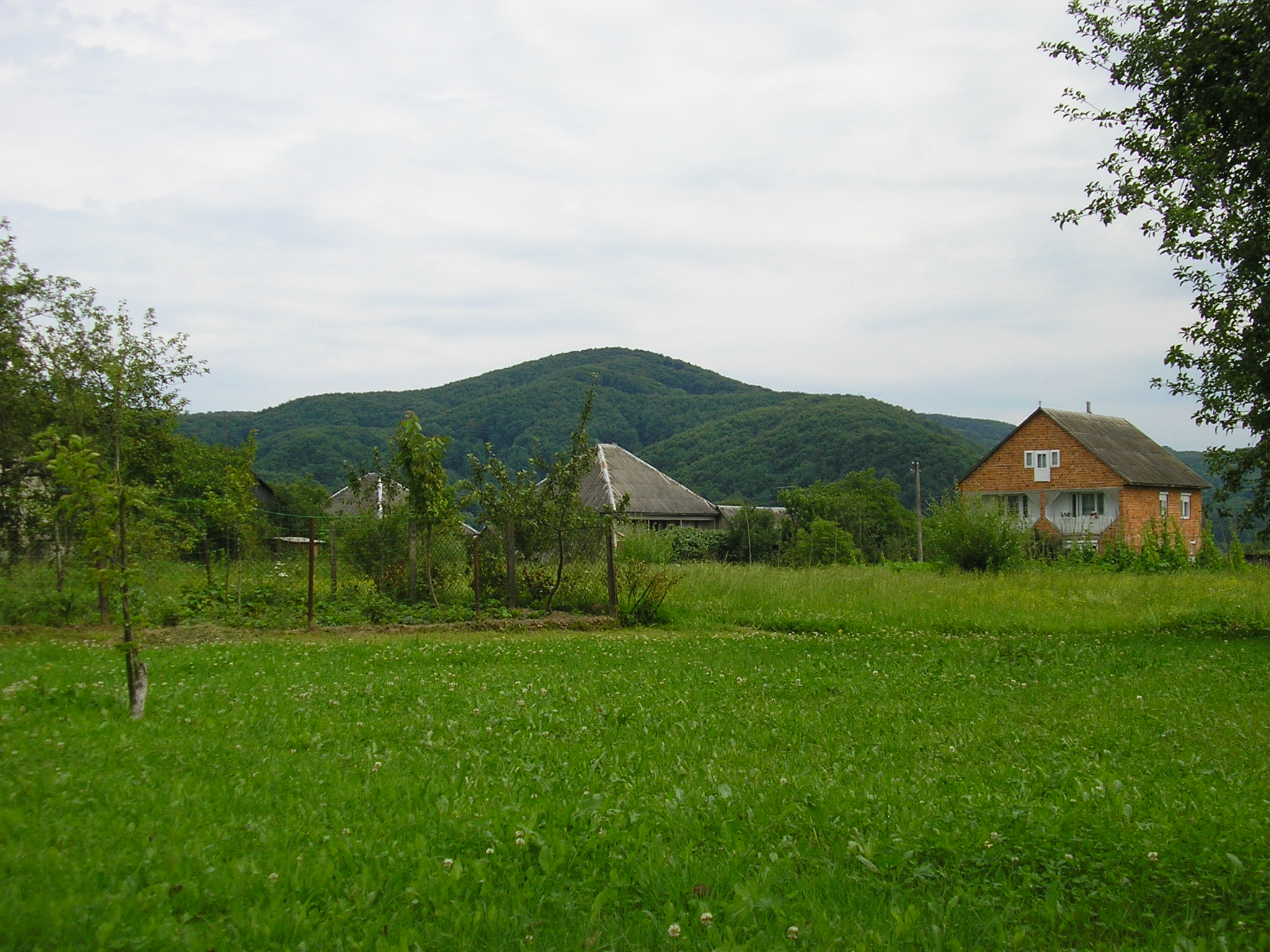

48°11′59″N 23°26′51″E / 48.19972°N 23.44750°E
下塞利謝（羅馬化：Nyzhnie Selyshche）是烏克蘭西部外喀爾巴阡州胡斯特區胡斯特市镇的村莊，面積21.9平方公里，海拔高度227米，2001年人口3,044，人口密度每平方公里139人。